# Fokker D.VIII
Der Fokker D.VIII (auch E V) war ein deutsches Jagdflugzeug im Ersten Weltkrieg von 1918. Der Kampfeinsitzer kam zu spät an die Front, um noch entscheidenden Einfluss auf den Luftkriegsverlauf zu nehmen. Der Hochdecker wurde von Reinhold Platz bei Fokker entworfen.

## Geschichte

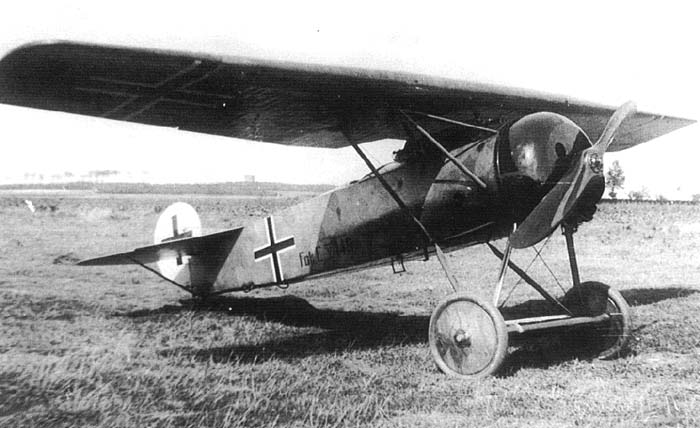
Fokker D.VIII, das „Fliegende Rasiermesser“ der deutschen Fliegertruppe 1918

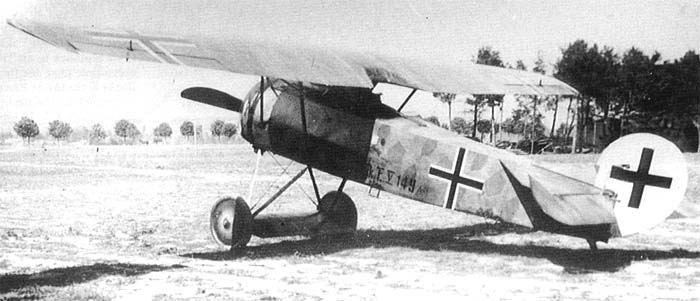
Fokker D.VIII

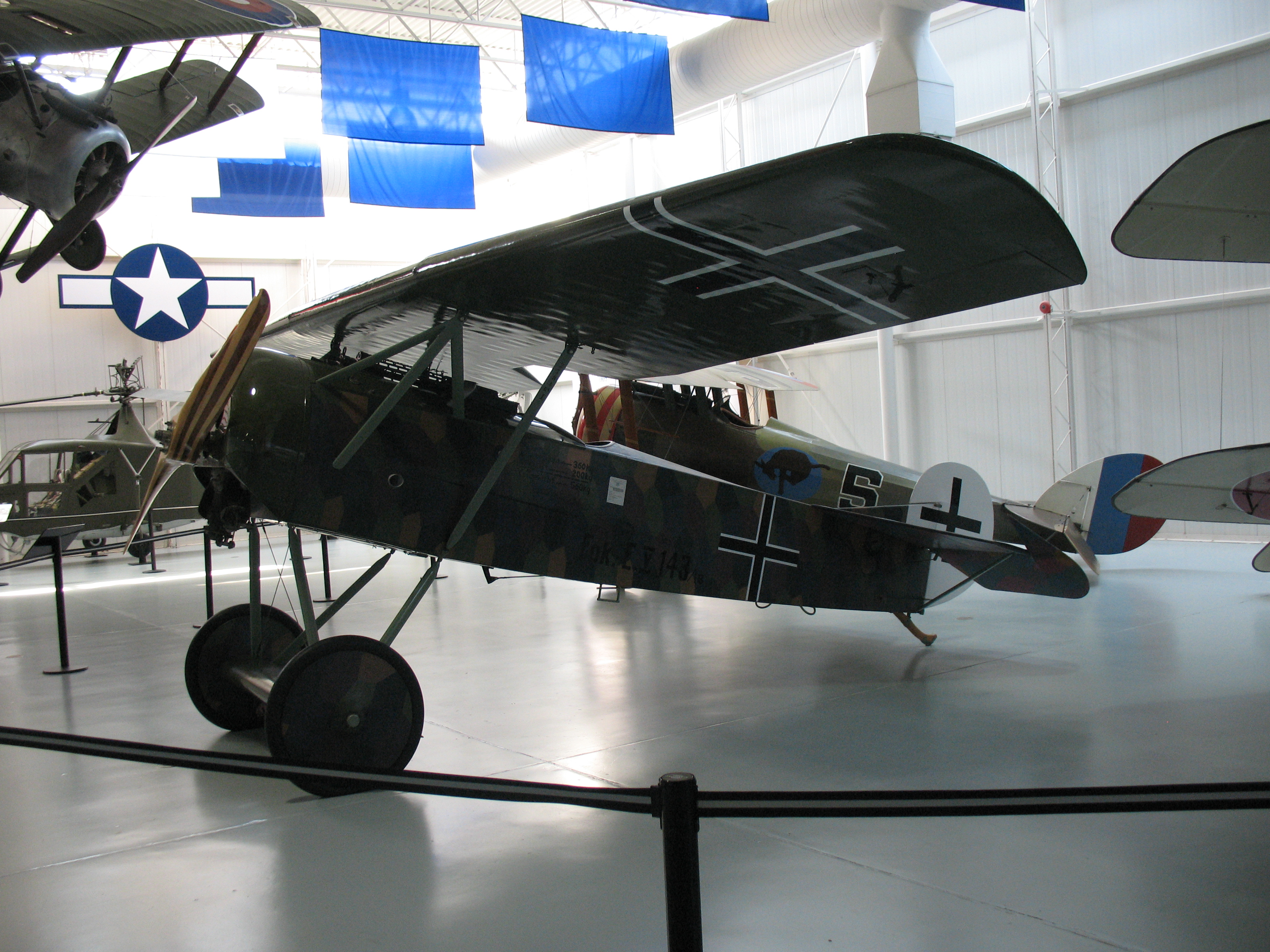
Fokker D.VIII im Army Aviation Museum

Ende 1917 erreichten die Alliierten so große Herstellungszahlen, dass die deutsche Seite die Lufthoheit nicht mehr halten konnten. Im Januar 1918 erreichten immer mehr moderne alliierte Maschinen die Front und zwangen das Kaiserreich in die Defensive. Die Idflieg schrieb deshalb einen Wettbewerb für einen neuen Jäger mit dem 160 PS starken Reihenmotor Mercedes D III aus. Der klare Gewinner war die Fokker D.VII, welche sofort in Produktion ging. Die Daimler-Motorenproduktion war jedoch begrenzt – im April 1918 wurde daher entschieden, parallel die Entwicklung einer Maschine mit alternativen Triebwerken zu starten.
Reinhold Platz hatte bereits einige freitragende Eindeckerentwürfe getestet, darunter den Tiefdecker V 25 mit dem Rumpf und dem Motor der Fokker D VI und die V 20, einen Mitteldecker mit einem Rumpf und einem Motor ähnlich dem der Fokker D VII.
Fokker zeigte beim 2. Vergleichsfliegen in Berlin seine Versuchsflugzeuge V 26, V 27 und V 28. Der Flügelgrundriss der V26 glich dem der V 25, war aber jetzt in Hochdeckeranordnung angebracht, was die Sicht nach unten verbesserte. Die V 28 erhielt die Umlaufmotoren Oberursel Ur II (110 PS), Ur III (160 PS) bzw. Goebel Goe III mit ebenfalls 160 PS. Dieser Entwurf konnte durch den geringen Luftwiderstand die Leistungen der schnellsten alliierten Jäger erreichen. Er gilt als Prototyp der D.VIII und flog Ende Mai 1918 erstmals.
Viele Maschinen nahmen am Vergleichsfliegen teil, wobei Fokkers Parasol-Eindecker V 28 herausragende Leistungen zeigte. Er erhielt die Serienbezeichnung Fokker E V. Nur die Doppeldecker-Konstruktionen Siemens-Schuckert D.IV und Fokker D.VII konnten die E V im Wettbewerb noch schlagen.
Die D.VIII glich sehr stark der D.VII. Sie konnte in 15 Minuten 5000 m erreichen und war sehr manövrierfähig, wenngleich sich die Siemens-Schuckert als noch wendiger zeigte. Insgesamt wurden 335 Maschinen mit Ur III und Goe III geordert, allerdings wurden fast alle gebauten Maschinen mit den schwächeren Ur-II-Motoren ausgestattet, nur die letzten, ab 8. Oktober 1918 ausgelieferten 26 Stück erhielten den Ur III. Insgesamt wurden 289 Maschinen gebaut.

## Konstruktion
Die Fokker D.VIII war ein freitragender Hochdecker, veraltet als Parasol bezeichnet, in Gemischtbauweise. Den Rumpf mit quadratischem Querschnitt bildeten vier durch Abstandsrohre miteinander verschweißte Gurte aus Stahlrohr, die zusätzlich im hinteren Teil mit Draht ausgekreuzt waren. Vor der Führerkabine waren weitere Stahlrohrstreben diagonal verschweißt. Die vorderen Seitenwände und der Rumpfrücken hinter dem Piloten war mit halbrunden Formgebungsteilen aus Sperrholz versehen. Das gesamte Rumpfgerüst war mit Stoff bespannt und lief zum Heck hin in einer senkrechten Schneide aus. Das Tragwerk bestand aus einer einteiligen, durchgehenden Tragfläche mit trapezförmigen Umriss und abgerundeten Flügelenden, gebildet aus einem Holzgerüst mit nach außen in Höhe und Tiefe sich verjüngenden und mit Stoff umwickelte Kastenholmen sowie Gurten aus Fichte und Rippen aus Sperrholz. Verkleidet war es mit einer zusätzlich noch mit Stoff bezogenen Sperrholzbeplankung. Die Tragfläche war durch Streben, je Seite drei am vorderen und eine am hinteren Holm angeschlossen, mit dem Rumpf verbunden. Auf Höhe des Flugzeugführers befand sich an der Flügelhinterkante ein trapezförmiger Ausschnitt. Die Querruder in den Außenflächen waren sperrholzbeplankte Stahlrohrgerüste ohne Ausgleich.
Das Leitwerk der D.VIII bestand aus dreieckiger Seiten- und Höhenflosse sowie Seiten- und Höhenruder, beide aus stoffbespannten Stahlrohr gefertigt und mit aerodynamischen Ausgleichsflächen versehen. Das Flugzeug besaß ein starres Fahrwerk aus mit Draht ausgekreuzten Stahlrohr-V-Streben mit Haupträdern an einer durchgehenden Achse. Am Heck war ein gummigefederter Sporn aus Holz befestigt.

## Versionen
| Variante | Anmerkung |
| -------- | --- |
| V 26     | Identität bisher nicht zweifelsfrei geklärt, evtl. Werknummer 2733 und Testexemplar für statische Festigkeitsuntersuchungen vom 7. bis 12. Juni während des zweiten D-Flugzeug-Wettbewerb in Berlin-Adlershof. In einer Herstellerliste wird die V 26 mit 200-PS-Motor Benz Bz IV genannt |
| V 27     | V8-Motor Benz Bz IIIbo (200 PS), ein Exemplar mit der Wnr. 2734 produziert, Teilnahme am zweiten D-Flugzeug Wettbewerb in Berlin-Adlershof |
| V 28     | Eigentlicher Prototyp der E V, drei Stück gebaut. Teilnahme der Wnr. 2735 am zweiten Wettbewerb in Berlin-Adlershof und getestet mit Umlaufmotoren Oberursel Ur II (110 PS), Ur III (160 PS) und Goebel Goe III (160 PS). Das zweite Exemplar, Wnr. 2738, wurde für Festigkeitstests verwendet, Nummer drei mit der Wnr. 3860 nahm mit dem Motor Rhemag Sh III mit 160 PS am dritten D-Flugzeug-Wettbewerb im Oktober 1918 teil |
| V 29     | Hochdecker-Jagdflugzeug mit BMW IIIa (185 PS), ein Exemplar (Wnr. 2736) wurde gebaut und nahm am dritten D-Flugzeug-Wettbewerb teil |
| V 30     | Hochdecker-Jagdflugzeug mit Benz Bz IIIbm (200 PS). Ein Prototyp wurde gebaut (Wnr. 2737) und zur Festigkeitsprüfung am 25. Juni 1918 zum dritten Wettbewerb nach Adlershof geschickt. Es wurde mit unterschiedlich großen Tragflächen (14,3 m² und 13,3 m²) getestet |

## Einsatz

### Erster Weltkrieg
Die ersten Serienmaschinen erreichten nach der Abnahme am 3. Juli 1918 die Jagdstaffel 6 gingen noch im gleichen Monat in den Einsatz. Am 17. August 1918 errang Emil Rolff mit einer E V einen Luftsieg. Zwei Tage später starb er allerdings durch einen Flügelbruch der Maschine. Bereits am 16. August war eine weitere Maschinen mit Flächenbrüchen abgestürzt, worauf ein Flugverbot erlassen und die Produktion am 24. August gestoppt wurde Es stellte sich heraus, dass die Tragflächenstruktur durch Kondenswasser und unzureichende Hohlraumkonservierung angegriffen worden war. Ein weiterer Punkt war die beiden falsch dimensionierten Holme. Die Flügel waren von den Gebrüdern Perzina für Fokker hergestellt worden. Die Produktion wurde aber nach einer Verstärkung der Holme, Verbesserung der Innenkonservierung und sorgfältigerer Bearbeitung des Holzes am 24. September 1918 als D.VIII wieder aufgenommen. Am 8. Oktober wurde das erste Flugzeug abgenommen. Bis 11. November wurden noch 80 Maschinen geliefert, die aber bis zum Waffenstillstand nicht mehr zu Einsatz gekommen sein dürften. Beim Ende der Kampfhandlungen befanden sich 85 E V/D.VIII im Bestand der Fliegertruppe.
Die alliierten Piloten sollen die im Luftkampf als äußerst gefährlich wahrgenommene D.VIII als „Fliegendes Rasiermesser“ bezeichnet haben.

### Leistungsvergleich
Leistungsvergleich von Jagdeinsitzern im Fronteinsatz zum Ende des Ersten Weltkriegs:
| Name                   | Staat                  | Erstflug   | Indienststellung | Motorleistung | max. Geschwindigkeit | Startmasse | Bewaffnung (MG) | Gipfelhöhe | Stückzahl |
| ---------------------- | ---------------------- | ---------- | ---------------- | ------------- | -------------------- | ---------- | --------------- | ---------- | --------- |
| Albatros D.III         | Deutsches Reich        | 1916-08-01 | 1917-01-15       | 170 PS        | 165 km/h             | 886 kg     | 2               | 5.500 m    | 1352      |
| S.E.5a                 | Vereinigtes Königreich | 1916-11-22 | 1917-03-15       | 200 PS        | 222 km/h             | 880 kg     | 2               | 5.185 m    | 5205      |
| Sopwith Camel          | Vereinigtes Königreich | 1916-12-31 | 1917-06-15       | 130 PS        | 185 km/h             | 659 kg     | 2               | 5.791 m    | 5490      |
| Sopwith Dolphin        | Vereinigtes Königreich | 1917-03-23 | 1918-02-15       | 200 PS        | 211 km/h             | 890 kg     | 2               | 6.100 m    | 2072      |
| Albatros D.Va          | Deutsches Reich        | 1917-04-15 | 1917-07-15       | 185 PS        | 187 km/h             | 937 kg     | 2               | 6.250 m    | 2562      |
| Pfalz D.IIIa           | Deutsches Reich        | 1917-04-15 | 1917-08-15       | 180 PS        | 181 km/h             | 834 kg     | 2               | 6.000 m    | 750       |
| SPAD S.XIII            | Frankreich             | 1917-04-30 | 1917-05-31       | 220 PS        | 222 km/h             | 820 kg     | 2               | 6.650 m    | 8472      |
| Nieuport 28            | Frankreich             | 1917-06-14 | 1918-03-15       | 160 PS        | 195 km/h             | 740 kg     | 2               | 5.200 m    | 300       |
| Fokker Dr.I            | Deutsches Reich        | 1917-07-05 | 1917-09-01       | 130 PS        | 160 km/h             | 585 kg     | 2               | 6.500 m    | 420       |
| Sopwith Snipe          | Vereinigtes Königreich | 1917-10-31 | 1918-08-30       | 230 PS        | 195 km/h             | 955 kg     | 2               | 6.100 m    | 497       |
| L.F.G. Roland D.VIa    | Deutsches Reich        | 1917-11-30 | 1918-05-15       | 160 PS        | 190 km/h             | 820 kg     | 2               | 5.500 m    | 353       |
| Siemens-Schuckert D.IV | Deutsches Reich        | 1917-12-31 | 1918-08-15       | 160 PS        | 190 km/h             | 735 kg     | 2               | 8.000 m    | 123       |
| Fokker D.VII           | Deutsches Reich        | 1918-01-24 | 1918-04-15       | 180 PS        | 189 km/h             | 910 kg     | 2               | 6.000 m    | 800       |
| Fokker D.VIIF          | Deutsches Reich        | 1918-01-24 | 1918-04-15       | 226 PS        | 205 km/h             | 910 kg     | 2               | 7.000 m    | 200       |
| Pfalz D.VIII           | Deutsches Reich        | 1918-01-24 | 1918-09-15       | 160 PS        | 190 km/h             | 740 kg     | 2               | 7.500 m    | 120       |
| Pfalz D.XII            | Deutsches Reich        | 1918-03-31 | 1918-07-15       | 160 PS        | 180 km/h             | 902 kg     | 2               | 5.640 m    | 750       |
| Fokker D.VIII          | Deutsches Reich        | 1918-05-31 | 1918-07-31       | 110 PS        | 204 km/h             | 605 kg     | 2               | 6.300 m    | 289       |

### Nachkriegsnutzung
Acht Maschinen gingen nach dem Krieg an die polnische Luftwaffe und kämpften im Polnisch-Sowjetischen Krieg von 1919–1920. Die Rote Armee erbeutete eine Maschine. Weitere Flugzeuge gab es in den Niederlanden, den USA, Italien, Japan und England.

## Technische Daten

Dreiseitenansicht der Fokker D.VIII

| Kenngröße             | Daten |
| --------------------- | --- |
| Besatzung             | 1 |
| Länge                 | 5,86 m |
| Spannweite            | 8,34 m |
| Höhe                  | 2,82 m |
| Flügelfläche          | 10,7 m² |
| Flügelstreckung       | 6,6 |
| Leermasse             | 405 kg |
| Startmasse            | 605 kg |
| Höchstgeschwindigkeit | 200 km/h (108 kn) |
| Marschgeschwindigkeit | 185 km/h (100 kn) |
| Steigzeit             | 2 min auf 1000 m Höhe 4,5 min auf 2000 m Höhe 7,5 min auf 3000 m Höhe 10,75 min auf 4000 m Höhe 15 min auf 5000 m Höhe 19,5 min auf 6000 m Höhe |
| Dienstgipfelhöhe      | 7000 m |
| Reichweite            | 300 km |
| Flugdauer             | 1,5 h |
| Triebwerke            | ein Oberursel Ur II mit 110 PS (ca. 80 kW) oder ein Oberursel Ur III mit 160 PS (ca. 120 kW)                                                    |
| Bewaffnung            | zwei 7,92-mm-MG Spandau lMG 08/15 |

## Erhaltene Flugzeuge

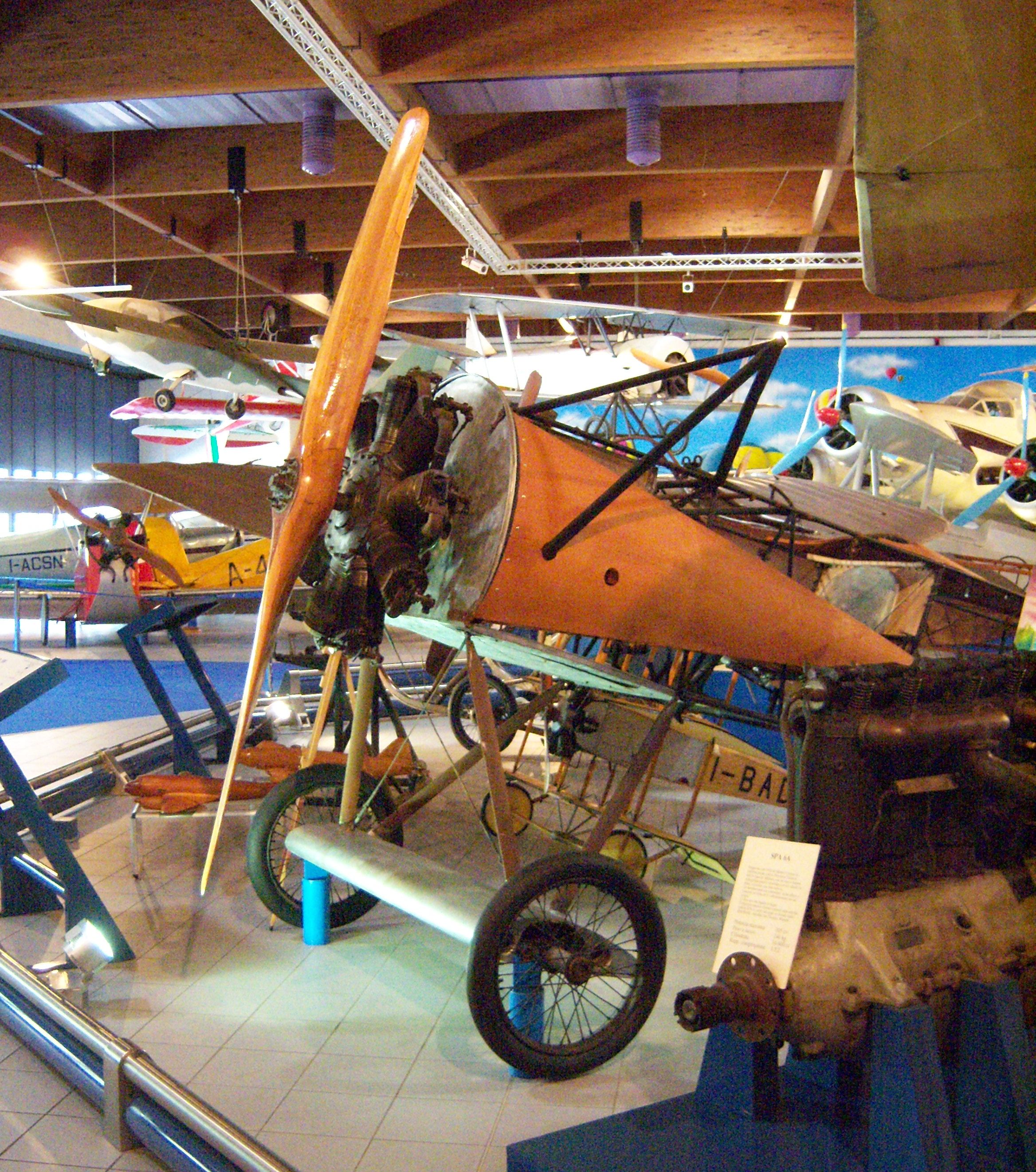
Rumpf im Museo dell’aeronautica Gianni Caproni

Der Rumpf einer Maschine steht heute im Museo dell’aeronautica Gianni Caproni in Trient, Italien. Es handelt sich dabei um den weltweit einzig erhaltenen Originalrumpf der Maschine.
Eine vollständige Maschine befindet sich heute im Army Aviation Museum in Fort Rucker, Alabama, Vereinigte Staaten.